# 王福榮
王福榮（1960年1月20日—，外號「阿飄」，香港傳奇足球員，活躍於1970年代末至1990年代初香港甲組聯賽。曾入選香港足球代表隊，參與1990年北京亞運時對戰泰國隊時被撞至頰骨爆裂。在香港足球代表隊通常與添·巴貝利搭檔。效力的俱樂部以愉園最長。1986-87賽季香港高級組銀牌淘汰賽冠軍（代表東方）。

## 足球經歷
和藝人林敏驄出身南華青年軍，17歲起在香港甲組聯賽出賽。精工租借至香港乙組的寶路華足球隊，一年後（1979-80年賽季）即令到寶路華升級至甲組。其後效力過加山、東方、海峰等。
由於1980年代香港甲組聯賽容許6名外援參賽，擠得正選一席的華人球員，包括王福榮，球技均非常出色。1986-87賽季香港高級組銀牌淘汰賽冠軍（代表東方）。
退役後參與省港盃元老賽、東南海盃等杯賽。
2015年參與英超足球大師賽，一班香港傳奇隊員面對多位前英超名將，最終僅以4:5見負，王福榮攻入2球，被網民洗版叫道「王福榮踢港超都掂！」
9年後，他再戰眾多前英超名將。2024年1月20日下午在香港大球場上演的世界足球傳奇盃2024，王福榮、林敏聰及李健和代表的史高斯傳奇隊，費高和皮利斯各入兩球，以5比2大勝有多名利物浦名宿（包括奧雲、麥馬拿文、史米沙、科拿及路爾斯加西亞等）在陣的奧雲大師隊。

## 引用文獻
1. ↑  2024年1月20日「世界足球傳奇盃2024」賽後訪問被記者馮子謙（Dan）祝賀生日快樂
2. ↑  . 香港蘋果日報. 2014-05-25  [2021-01-11]. （原始内容存档于2021-01-11）. 王福榮（55歲）
3. 1 2 3  . YouTube影片. 採訪稿見「積極態度堅持信念 王福榮長青有道」，摘編於：. goalgoalgoal球迷大聯盟.   [2021-01-11]. 原始内容存档于2021-01-11.
4. ↑  . 香港東方日報. 2015-12-31  [2021-01-11]. （原始内容存档于2021-01-11）.